# Белевец, Анна Андриановна
Анна Андрияновна Белевец (род. 20 июля 1920, д. Баранки, Каменецкий район) — Герой Социалистического Труда (1960).
С 1950 года — звеньевая звена по выращиванию технических культур и кукурузы колхоза «Октябрь», в 1960—1975 годах — председатель Видомлянского сельсовета Каменецкого района. Звание Героя присвоено за достижения в труде и плодотворную общественную деятельность.